# Villemus
Villemus település Franciaországban, Alpes-de-Haute-Provence megyében. Lakosainak száma 193 fő (2022. január 1.). Villemus Manosque, Montfuron, Montjustin, Reillanne, Saint-Martin-les-Eaux és Saint-Michel-l’Observatoire községekkel határos.

## Népesség
A település népessége az elmúlt években az alábbi módon változott:
| Lakosok száma | 66   | 83   | 99   | 147  | 178  | 181  | 189  | 192  | 194  | 193  |
|               | 1968 | 1982 | 1990 | 2006 | 2013 | 2015 | 2017 | 2019 | 2020 | 2022 |